# 吕西 (卡尔瓦多斯省)
吕西（法語：Russy，法語發音：[ʁysi] ⓘ）是法国卡尔瓦多斯省的一个旧市镇，属于巴约区。2017年1月1日，吕西与市镇圣奥诺里娜-德佩尔特合并为新市镇滨海欧尔。

## 地理
吕西（49°19'57"N, 0°49'12"W）面积4.86 平方千米，位于法国诺曼底大区卡爾瓦多斯省，该省份为法国西北部沿海省份，北濒大西洋英吉利海峡，东北与滨海塞纳省以海上边界相接，东临厄尔省，南至奧恩省，西与芒什省接壤。
与吕西接壤的市镇（或旧市镇、城区）包括：滨海科勒维尔、埃特雷昂、莫勒、圣奥诺里娜-德佩尔特、叙兰、贝桑港-于潘。
吕西的时区为UTC+01:00、UTC+02:00（夏令时）。

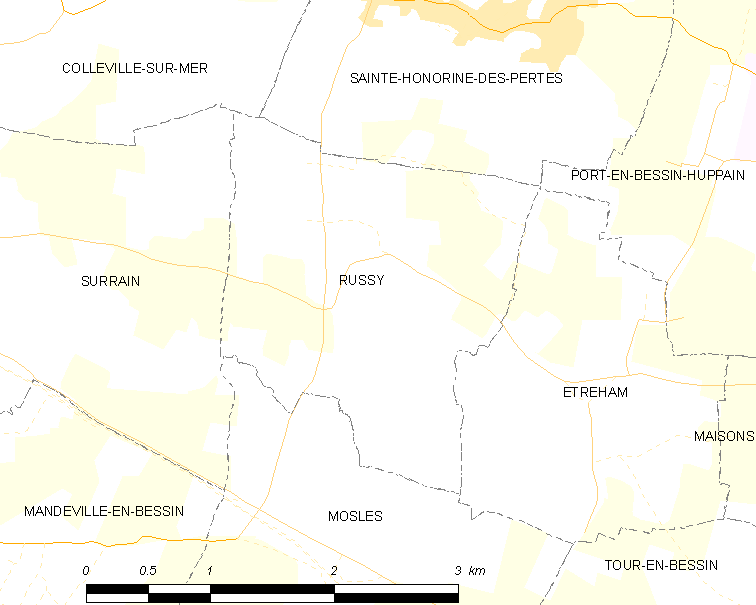
吕西的OSM定位图

## 行政
吕西的邮政编码为14710，INSEE市镇编码为14551。

## 政治
吕西所属的省级选区为特雷维耶尔县。

## 人口

1962-2008年间吕西人口变化图示

吕西于2018年1月1日时的人口数量为199人。